# حركة شروق الشمس

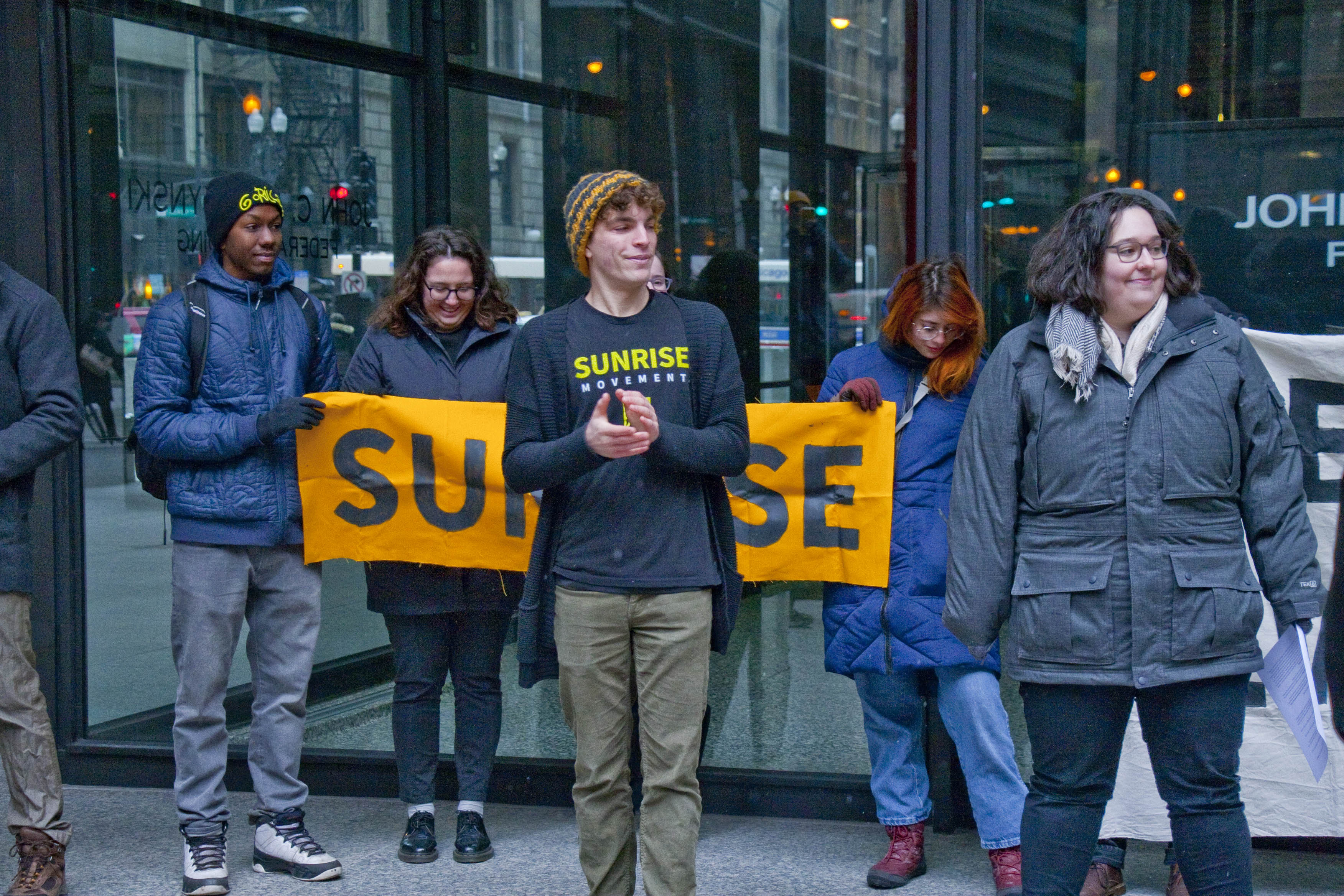
أعضاء حركة شروق الشمس من الميدان

حركة شروق الشمس، منظمة عمل سياسي أمريكية من الفئة 501 (c) (4)، وتدعو إلى العمل السياسي بشأن التغير المناخي. انطوى هدف الحركة عندما أُطلقت في عام 2017، على انتخاب أنصار الطاقة المتجددة في انتخابات التجديد النصفي لعام 2018، أولاً في الانتخابات التمهيدية للحزب الديمقراطي ثم في الانتخابات العامة التي أجريت في 6 نوفمبر 2018.
تعمل الحركة منذ انتخابات التجديد النصفي، على تحويل نافذة أوفيرتون بشأن السياسة المناخية لموضع تركيز البرنامج البيئي المعروف باسم الصفقة الجديدة الخضراء. نظمت المجموعة بالتعاون مع لجنة ديمقراطيون من أجل العدالة وألكساندريا أوكاسيو-كورتيزا، اعتصامًا في مكتب رئيسة مجلس النواب نانسي بيلوسي، مما أفضى إلى أول تغطية صحفية مهمة لها. نظمت شروق الشمس حدثًا مشابهًا في فبراير 2019، إذ جمعت مجموعة من الشباب لمواجهة السنياتور ديان فاينستاين في مكتبها.
جذبت الحركة منذ الاعتصام انتباه وسائل الإعلام بنشاطها المباشر، مثل سلسلة تحركات وايد وايك في صيف 2020 (مسيرات).

## لمحة تاريخية
استخدم كل من إيفان ويبر وماثيو ليشتاش وعالم البيئة مايكل كي دورسي في صيف عام 2013، منحة قدرها 30 ألف دولار بالإضافة إلى مساحة مكتبية مجانية مقدمة من نادي سييرا والصندوق الأخضر لجامعة ويسليان، لصياغة خطة طموحة للعمل المناخي، والتي كانت الأساس من أجل تأسيس خطة المناخ الأمريكية 501 (c) (3) غير الربحية (المعروفة أيضًا باسم صندوق حركة شروق الشمس للتعليم) والتي أُسست في يناير 2014.
بدأت سارة بلازيفيتش وفارشيني براكاش بحركة شروق الشمس على الساحل الشرقي في عام 2015. تدربت بلازيفيتش وبراكاش وغيرهما من القادة الأوائل الآخرين في منظمة مومينتم، من أجل تعلم التنظيم المجتمعي.
أُطلقت حركة شروق الشمس في عام 2017 باعتبارها منظمة من فئة 501 (c) (4). عملوا خلال انتخابات التجديد النصفي لعام 2018، على طرد المرشحين الذين قبلوا التمويل من صناعة الوقود الأحفوري، وانتخاب أنصار الطاقة المتجددة بدلًا منهم. فاز النصف من أول 20 مؤيدًا لمجموعتهم في الانتخابات. فاز كل من ديب هالاند وألكساندريا أوكاسيو-كورتيزا ورشيدة طليب وإلهان عمر في انتخابات مجلس النواب، وفاز ستة آخرون من المرشحين المعتمدين المؤيدين لهم في انتخابات مجلس الدولة أو مقاعد مجلس الشيوخ في فلوريدا ونيويورك وبنسلفانيا.
ركزت حركة شروق الشمس بعد انتخابات عام 2018، على مقترحات التغير المناخي المعروفة مجتمعة باسم الصفقة الجديدة الخضراء، والتي اختُزلت مبادئها الأساسية «بإزالة الكربون، والوظائف، والعدالة». تتضمن مقترحاتها الانتقال إلى الطاقة المتجددة، وتوسيع وسائل النقل العام، وخطة اقتصادية لتحفيز نمو الوظائف. ذكرت العديد من المنشورات أن الصفقة الجديدة الخضراء تعارض الطاقة النووية واحتجاز الكربون بالإضافة إلى بعض التقنيات الأخرى. صرح السيناتور الأمريكي إد ماركي الراعي المشارك لقرار الصفقة الجديدة الخضراء في مجلس الشيوخ الأمريكي، أن لغة القرار حيادية من الناحية التكنولوجية ولا تستبعد الطاقة النووية أو احتجاز الكربون.
دعت مجموعة من الناشطين في المملكة المتحدة في مارس عام 2019، حزب العمال إلى الالتزام باتخاذ خطوات جذرية للتخلص من الكربون من الاقتصاد البريطاني في غضون عقد من الزمن. قال متحدث باسم المجموعة، داعيًا حركتهم باسم «العمل من أجل صفقة جديدة خضراء»، إنهم استلهموا من حركة شروق الشمس والعمل الذي قامت به أوكاسيو كورتيزا في الولايات المتحدة. التقى أعضاء المجموعة مع زاك إكسلي، المؤسس المشارك للمجموعة التقدمية ديمقراطيون من أجل العدالة، للتعلم من التجارب التي مر بها هو وأوكاسيو كورتيزا أثناء العمل من أجل حملة الصفقة الجديدة الخضراء في الولايات المتحدة.
قامت حركة شروق الشمس في صيف 2020 بحركات إيقاظ واسعة، إذ بدأ أعضاء الحركة في الظهور في منازل السياسيين في الصباح الباكر وهم يهتفون ويحدثون ضوضاء لإيقاظهم.
سُئل نعوم تشومسكي في مقابلة أُجريت في أبريل 2021 عن أكثر شيء فخور للتحدث عنه خلال أكثر من 60 عامًا من المقابلات والتحدث. أجاب في إشارة إلى حركة شروق الشمس على وجه التحديد: «أكثر ما يمكن أن تعتبره مرضيًا هو عمل حركة شروق الشمس والعديد من الحركات الأخرى، ممن يمضون قدمًا في مواجهة الصعوبات الشديدة، وهم ثابتون في التقدم لمواجهة التحديات الحاسمة، هذا بالتأكيد مُرضٍ».